# Pornography
För den sexuella termen, se pornografi.
Pornography är det fjärde studioalbumet av det engelska rockbandet The Cure, utgivet den 3 maj 1982 på Fiction Records. Det producerades av The Cure och Phil Thornally. Det finns med i boken  1001 Albums You Must Hear Before You Die.

## Om albumet
Pornography är ett av The Cures tyngsta och mest krävande album med sina malande gitarrer, tunga pukor samt en del synthar och trummaskiner och med en produktion som får bandet låta som de står i stor ekande fabrikshall och spelar. Bandet missbrukade alkohol och andra droger svårt vid denna tid och många stöttes av den totala nihilism Smith uppvisar i sina texter vid denna tid. Enbart en recensent i Storbritannien gav skivan ett gott betyg då den kom ut. Den efterföljande turnén (kallad "14 Explicit Moments" i England och rätt och slätt "Pornography Tour" på Europeiska fastlandet) blev även en krävande upplevelse som ledde till att bandet åtminstone just då upplöstes efter den sista konserten i Bryssel 11/6 1982. 

## Låtlista
Alla låtar är skrivna av Robert Smith, Simon Gallup, Laurence Tolhurst
1. "One Hundred Years" – 6:40
2. "A Short Term Effect" – 4:22
3. "The Hanging Garden" – 4:33
4. "Siamese Twins" – 5:29
5. "The Figurehead" – 6:15
6. "A Strange Day" – 5:04
7. "Cold" – 4:26
8. "Pornography" – 6:27

## Singlar
- "The Hanging Garden" (12 juli 1982)

## Medverkande
- Robert Smith – sång, gitarr, keyboard
- Simon Gallup – bas, keyboard
- Laurence Tolhurst – trummor, keyboard